# タウントニア (小惑星)
タウントニア (581 Tauntonia) は小惑星帯に位置する小惑星である。マサチューセッツ州の都市タウントニアでジョエル・ヘイスティングス・メトカーフによって発見された。
発見場所であるタウントニアにちなんで命名された。